# Sušila
Sušila (sikativi; prema lat. siccare: sušiti) su katalizatori stvrdnjavanja veziva (stvaranja suhoga filma, tzv. sušenja) u bojama i lakovima na bazi ulja i uljima i masnim kiselinama modificiranih alkidnih smola.

## Osobine i svojstva
Sušenje se odvija oksidacijom polimerizacijom i može trajati stoljećima, a sušila ga u prvoj fazi znatno ubrzaju, čime se postiže zadovoljavajuća tvrdoća veziva u uporabno prihvatljivu vremenu (nekoliko dana).
Sikativi su uglavnom otopine metalnih soli 2-etilheksan-kiseline u organskom otapalu ili u parafinskom ulju i esterima viših masnih kiselina, koji se nazivaju reaktivnim otapalima jer se umrežavaju zajedno s vezivom.
Prema aktivnosti metalnih atoma u procesu sušenja razlikuju se primarna i sekundardna ili pomoćna sušila.

Primarna sušila sadrže atome metala koji mijenjanjem svojih valentnih stanja mogu kisik prenositi redoks-reakcijsma (kobalt, mangan, željezo, vanadij).

Sušila su po sastavu rezinati, naftenati ili oleati olova, kalcija, mangana, kobalta, kositra, bakra ili cinka.

Zbog razlika u djelovanju, u recepturi se kombiniraju dva do pet različitih sušila.
Jedna od poznatih primjena sušila je dodatak tiskarskoj boji koji pospješuje sušenje otiska.

Dodaje se pri sušenju oksipolimerizacijom, te može pospješiti oksidaciju (brzo sušilo), polimerizaciju (sporo sušilo).

Osim što ubrzava sušenje otiska, smanjuje otpornost otiska na otiranje.